# Polyctor
Polyctor is een geslacht van vlinders van de familie dikkopjes (Hesperiidae), uit de onderfamilie Pyrginae.

## Soorten
- P. cleta (Evans, 1953)
- P. enops (Godman & Salvin, 1894)
- P. extensa (Mabille, 1891)
- P. fera (Weeks, 1901)
- P. polyctor (Prittwitz, 1868)
- P. tensa Evans, 1953